# Голобокий Чурок
Голобокий Чурок — гора в 50 километрах к западу от города Карпинска, Свердловская область, между долинами рек Каквы и её левого притока — Козьи, в 8 километрах к югу от вершины горы Ольвинский Камень. Высота — 690,1 м. Вершина представляет собой голец высотой более 120 метров с крутизной склонов до 45°, покрыта скоплениями огромных глыб коренных пород (курумниками) и фигурами выветривания. Геоморфологический памятник природы с элементами горной тундры. Площадь охранной территории — 50 га.